# Maléna
Арпіне Мартоян (вірм. Արփինե Մարտոյան, нар. 10 січня 2007), відома як Maléna — вірменська співачка та авторка пісень. Переможниця Дитячого пісенного конкурсу Євробачення 2021 з піснею «Qami Qami».

## Біографія
Арпіне Мартоян народилася та виросла в Єревані. Виховувалася лише мамою — вірменською акторкою Анною Манучарян. Разом зі своєю матір'ю знялася в кількох епізодах телевізійного комедійного серіалу «Кам'яна клітка» (вірм. Քարե Դարդ). Арпіне росла в родині музикантів: дідусь Малени — кларнетист, грає у філармонічному оркестрі, мати співає та грає на фортепіано, а дядько грає на кількох інструментах і робить аранжування.
Почала співати у п'ять років, згодом навчалася в музичній школі Саята-Нови в Єревані, де вивчала гру на віолончелі, сольфеджіо, музичну літературу. Натхненна R&B-співаками та рок-гуртами, 13-річна Малена почала вчитися грати на гітарі. Також з 10 років відвідувала уроки танців.

## Кар'єра

### 2018—2020: ранні роки
2018 року Maléna під псевдонімом Arpi брала участь у національному відборі Вірменії на тогорічний Дитячий пісенний конкурс Євробачення з піснею «Par» та посіла 8 місце у півфіналі.
З 2020 року співпрацює з єреванським звукозаписним лейблом TKN Entertainment, який належить Tokionine, її поточному продюсеру та співавтору пісень. Того ж року Maléna мала представляти Вірменію на Дитячому пісенному конкурсі Євробачення 2020 з піснею «Why?», проте згодом країна відмовилася від участі в конкурсі через військовий конфлікт в Нагорному Карабасі.

### 2021: перемога на Дитячому Євробаченні

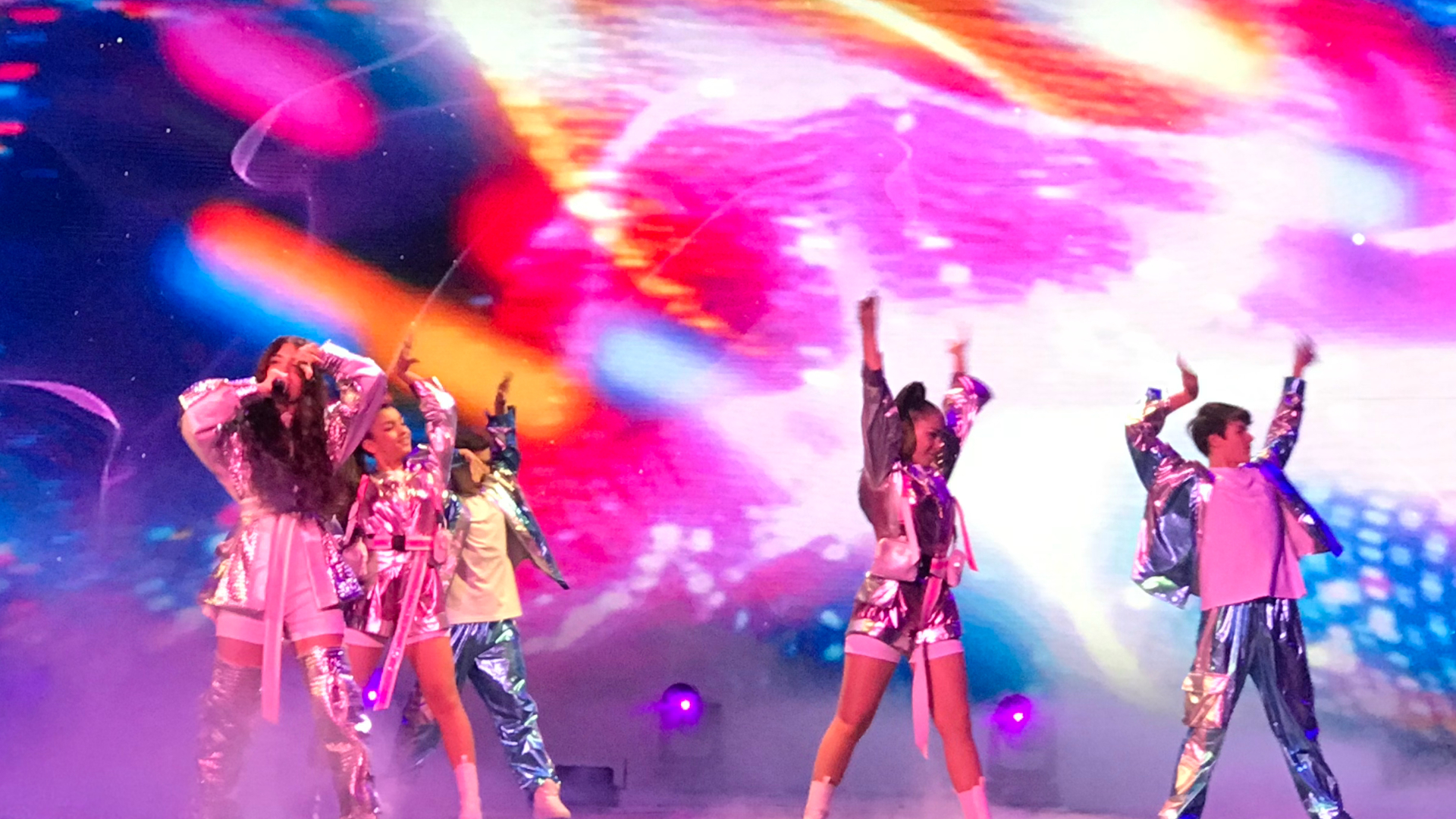
Виступ на Дитячому пісенному конкурсі Євробачення 2021

17 листопада 2021 року стало відомо, що Maléna стане представницею Вірменії на Дитячому Євробаченні 2021 у Парижі, Франція. Днем пізніше була оголошена назва конкурсної пісні — «Qami Qami», а наступного дня відбувся її реліз. Пісню написав Tokionine, авторами слів до неї стали Ваграм Петросян, Tokionine, Maléna та Давид Церунян. 2 грудня 2021 року, напередодні конкурсу Maléna виконала кавер на пісню «Erazanq», дебютну заявку Вірменії на Дитячому Євробаченні 2007, на концерті до 65-річчя Громадського телебачення Вірменії. 19 грудня Maléna виконала свою пісню на Дитячому Євробаченні під 9 номером та в підсумку стала переможницею конкурсу.
Після перемоги на конкурсі отримала вірменську стипендію на літню 5-тижневу інтенсивну програму в музичному коледжі Берклі в Бостоні, штат Массачусетс. Того ж 2021 року співпрацювала з російською співачкою Крістіною Сі над піснею «Chem Haskanum», яка потрапила в чарти Росії, Вірменії, України та Казахстану.

### 2022-дотепер: подальша кар'єра
31 липня 2022 року виконала свою пісню «Qami Qami» в Парку вірменської спадщини в Бостоні. 23 жовтня того ж року випустила кавер на пісню «Cheri Cheri Lady» німецького гурту Modern Talking. У лютому 2023 року пісня стала вірусною в TikTok в Індонезії та В'єтнамі та досягла вершини iTunes і 50 найпопулярніших на Spotify у В'єтнамі. Сингл дебютував під номером 72 у списку Billboard Vietnam Hot 100, опублікованому 2 березня 2023 року.
11 грудня 2022 року Maléna виступила в інтервал-акті Дитячого пісенного конкурса Євробачення 2022, що пройшло в Єревані, як минулорічна переможниця, та виконала свій новий сингл «Can't Feel Anything», а також оголосила бали вірменського журі. Того ж року стала послом доброї волі ЮНІСЕФ у Вірменії і з того часу відвідала різні регіони країни, беручи участь у заходах, пов'язаних із проблемами зміни клімату, правами жінок та іншими темами.
У травні 2023 року Maléna оголосила бали журі Вірменії на Пісенному конкурсі Євробачення 2023. У липні — випустила пісню «Flashing Lights», а згодом також стала співавторкою тексту «Do It My Way», конкурсної пісні Вірменії на Дитячому Євробаченні 2023.
15 березня 2024 року вийшов сингл «Never Have I Ever» у співпраці з monomuse. Того ж року співачка стала співавторкою тексту конкурсної пісні Вірменії для Дитячого Євробачення 2024 — «Cosmic Friend».

## Артистизм
Слухає таких виконавців, як Джейден Сміт, girl in red, Eazy-E, Lil Peep. Надихається попмузикою та R&B, особливо відзначає Джейдена Сміта та Розалію як своїх фаворитів як за їхні музичні твори, так і за візуальний стиль.

## Дискографія
- «Par» (2018)
- «Why?» (2020)
- «Qami Qami» (2021)
- «Chem Haskanum» (2021)
- «Cheri Cheri Lady» (2022)
- «Can't Feel Anything» (2022)
- «Flashing Lights» (2023)
- «Never Have I Ever» (2024)